# Rotschopftrappe
Die Rotschopftrappe (Lophotis ruficrista) ist eine Vogelart aus der Familie der Trappen. Sie kommt im südlichen Afrika vor und ist eng mit der Saviletrappe aus der Sahelzone und der ostafrikanischen Oustalettrappe verwandt. Die drei Formen werden bisweilen zu einer einzigen Art zusammengefasst.

## Merkmale
Die Rotschopftrappe wird etwa 50 cm lang und erreicht ein Körpergewicht von rund 680 g. Die Oberseite ist mit auffälligen, cremefarbenen, V-förmigen Markierungen geziert, die einen gescheckten Effekt erzeugen.
Der namensgebende, rote Nackenschopf der Männchen ist nur in aufgerichtetem Zustand sichtbar. Die Vorderseite des Halses ist grau, die Hinterseite beige, der Bauch ist schwarz. Der Schnabel ist gräulich, die Beine gelblich. 
Die Rotschopftrappe unterscheidet sich von der Oustalettrappe und der Saviletrappe durch den größeren Grauanteil am Kopf und die blassere Oberseite. Die Weibchen ähneln den Männchen, allerdings sind bei ihnen die grauen Anteile am Kopf und Hals durch braune Partien ersetzt. Von weiblichen Gackeltrappen können sie durch die V-förmigen Markierungen und das Fehlen der schwarzen Gesichtszeichnung unterschieden werden.

## Vorkommen

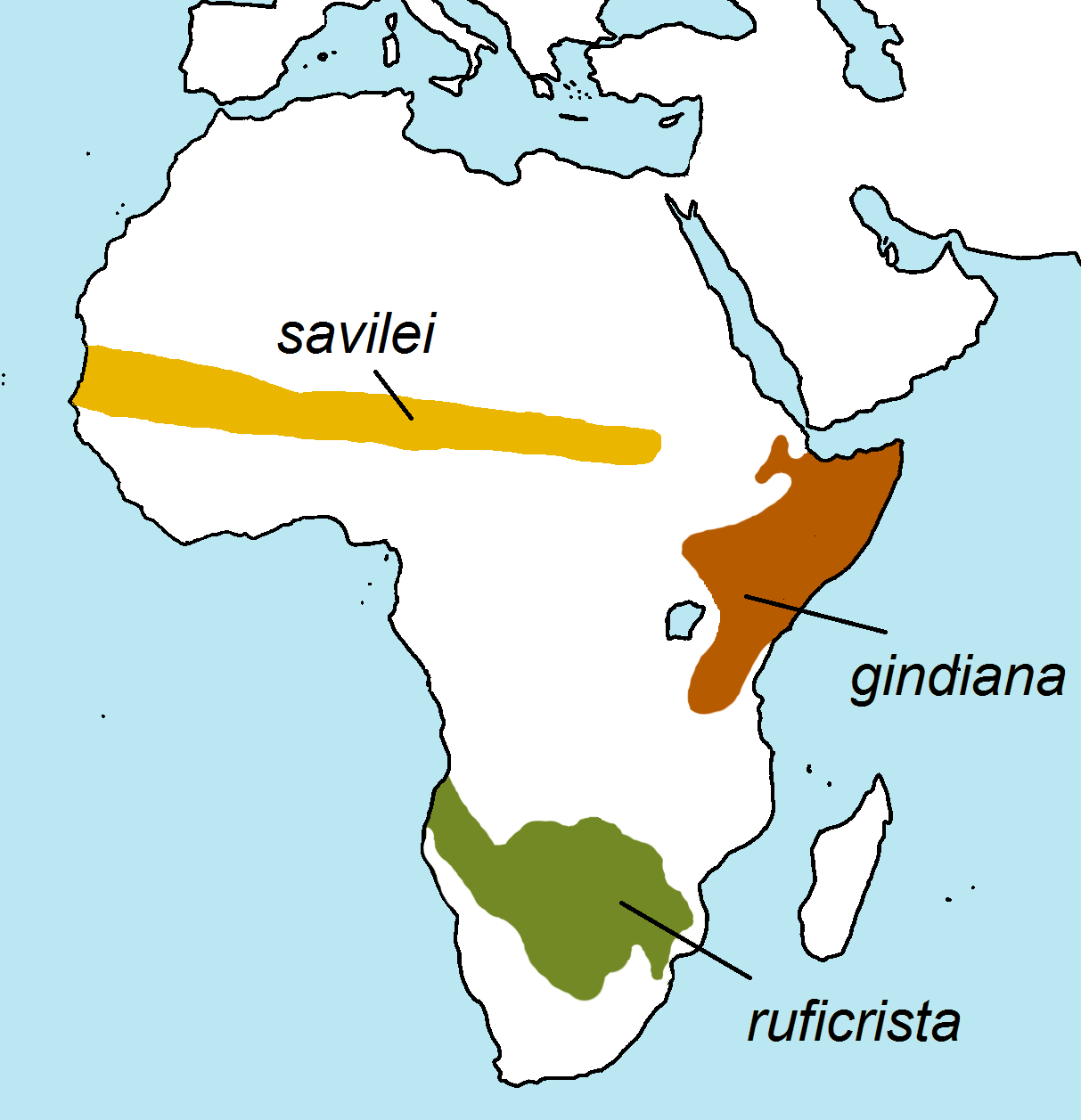
Verbreitungsgebiete der drei Lophotis-Arten
Rotschopftrappe (L. ruficrista)
Oustalettrappe (L. gindiana)
Saviletrappe (L. savilei)

Das Verbreitungsgebiet der Rotschopftrappe erstreckt sich in einem Streifen über das südliche Afrika. Es reicht von Süd-Angola und Nordost-Namibia im Westen durch Botswana, Südwest-Sambia und Simbabwe ostwärts bis Mosambik, und in das nördliche Südafrika sowie nach Eswatini.

## Lebensraum
Rotschopftrappen bewohnen dorniges Gelände sowie andere trockene Savannenlandschaften und ufernahe Vegetationsformen. In Botswana sind die Tiere am häufigsten in Acacia- und Terminalia-Savannen anzutreffen. In offeneren Gebieten werden sie von der Weißflügeltrappe vertreten. Im Süden der Kalahari kommt allerdings eine Population der Rotschopftrappe vor, die in baumlosen, grasbewachsenen Dünen lebt. Diese Population unterscheidet sich auch durch den Gesang vom Rest der Art.

## Lebensweise
Die Rotschopftrappe ist ein Standvogel. Über ihre Nahrungsgewohnheiten ist relativ wenig bekannt. Die Tiere ernähren sich in erster Linie von Insekten, wie Käfern, Grashüpfern, Termiten und Ameisen, sowie von anderen kleinen Arthropoden. Daneben werden Beeren, Samen und Baumharze gefressen. Die Brutzeit dauert von Oktober bis April. In Transvaal liegt der Höhepunkt in den Monaten Oktober und November. Das Nest wird am Boden angelegt und befindet sich häufig in der Nähe eines Bäumchens oder Strauchs. Das Gelege umfasst in der Regel 1–2 Eier.

## Bestand und Gefährdung
In großen Teilen des Verbreitungsgebietes ist die Rotschopftrappe noch immer häufig, etwa in Transvaal und Botswana. In Simbabwe, wo die Art ebenfalls noch relativ häufig ist, könnte die starke Beweidung vieler Landstriche einige lokale Rückgänge der Rotschopftrappenbestände verursacht haben.